# Mark Chao
Mark Chao (en chino tradicional, 趙又廷; en chino simplificado, 赵又廷; pinyin, Zhao Yòutíng; Wade-Giles, Chao Yu-t῾ing; nacido el 25 de septiembre de 1984 en Taipéi) es un actor, cantante y modelo taiwanés que reside en Canadá.

## Biografía
Es hijo del actor Allen Chao.
Es buen amigo del actor chino Lin Gengxin, más conocido como Kenny Lin.
Salió con la actriz taiwanesa Janine Chang, sin embargo la relación finalizó.
En el 2014 se casó con la actriz china Gao Yuanyuan. En abril de 2019 la pareja anunció que estaban esperando a su primer bebé. El 21 de mayo del mismo año tuvieron su primera hija, Rhea Chao.

## Carrera
Es miembro de la agencia Easy Entertainment.
En el 2017 se unió al elenco principal de la serie Eternal Love donde dio vida a Ye Hua, Zhao Ge y Mo Yuan.
En el 2020 se unirá al elenco de la película Onmyoji.

## Filmografía

### Series de televisión
| Año             | Título (Título en chino)        | Personaje                  | Canal                   | Notas                |
| --------------- | ------------------------------- | -------------------------- | ----------------------- | -------------------- |
| 2021 - presente | The Ideal City (理想之城)       | Xia Ming                   | -                       | [ 9 ]                |
| 2020 - presente | Ordinary Glory (平凡的荣耀)     | Wu Kezhi                   | Dragon TV, Zhejiang TV  | [ 10 ]               |
| 2017            | Midnight Diner (深夜食堂)       | Mark (Cliente)             | Beijing TV, Zhejiang TV | (aparición especial) |
| 2017            | Eternal Love (三生三世十里桃花) | Ye Hua / Zhao Ge / Mo Yuan | Dragon TV, Zhejiang TV  | 58 episodios         |
| 2009            | Black & White (痞子英雄)        | Wu Yingxiong (吳英雄)      | PTS, TVBS-G             |                      |

### Películas
| Año  | Título (Título en chino)                                               | Personaje             | Notas                                                       |
| ---- | ---------------------------------------------------------------------- | --------------------- | ----------------------------------------------------------- |
| 2020 | Onmyoji                                                                | Qin Ming              | junto a Deng Lun, Wang Ziwen, Wang Duo y Chun Xia           |
| 2019 | Saturday Fiction (蘭心大劇院)                                          | Tan Na                | junto a Gong Li                                             |
| 2018 | Detective Dee y los cuatro reyes celestiales (狄仁傑之四大天王)        | Di Renjie             | junto a Feng Shaofeng, Lin Gengxin, Carina Lau y Ethan Juan |
| 2016 | Till the End of the World (南极绝恋)                                   | Wu Fuchun             |                                                             |
| 2016 | The Warriors Gate (勇士之門)                                           | Guerrero Zhao         |                                                             |
| 2015 | Chronicles of the Ghostly Tribe (九层妖塔)                             | Hu Bayi               |                                                             |
| 2014 | Black & White: The Dawn of Justice (痞子英雄之黎明升起)                | Wu Yingxiong          |                                                             |
| 2013 | El joven detective Dee: El poder del dragón marino (狄仁傑之神都龍王)  | Di Renjie             |                                                             |
| 2013 | So Young (致我們終將逝去的青春)                                        | Cheng Xiaozheng       |                                                             |
| 2012 | I Love You to Love Me (爱在一起)                                       | -                     |                                                             |
| 2012 | Caught in the Web (搜索)                                               | Yang Shoucheng        | junto a Gao Yuanyuan, Yao Chen, Wang Xueqi y Wang Luodan    |
| 2012 | First Time (第一次)                                                    | Gong Ning / Lu Xia    |                                                             |
| 2012 | Black & White Episode I: The Dawn of Assault (痞子英雄首部曲:全面開戰) | Wu Yingxiong          |                                                             |
| 2012 | Love (愛)                                                              | Mark Na               |                                                             |
| 2010 | Monga (艋舺)                                                           | Zhou Yiwen "Mosquito" | [ 12 ] [ 13 ]                                               |

### Apariciones en programas de variedades
| Año                     | Programa                              | Notas                  |
| ----------------------- | ------------------------------------- | ---------------------- |
| 2021                    | The Final Winner (最后的赢家)         |                        |
| 2010, 2013, 2015 - 2020 | Happy Camp (快乐大本营)               | 8 episodios - invitado |
| 2018                    | Who Can Who Up: Season 2              | miembro                |
| 2018                    | Good Will Hunting (心灵捕手)          | (ep. #3) - invitado    |
| 2017                    | Ace vs Ace                            | (ep. #2.01) - invitado |
| 2017                    | U Can U BIBI: Season 4 (奇葩说第四季) | (ep. #7-8) - invitado  |
| 2016                    | U Can U BIBI: Season 3 (奇葩说第四季) | (ep. #6-7) - invitado  |

### Revistas / sesiones fotográficas
| Año  | Título                | Notas                                        |
| ---- | --------------------- | -------------------------------------------- |
| 2019 | Harper’s Bazaar China | (publicación segunda mitad de diciembre)     |
| 2019 | GQ China              | (publicación de octubre)                     |
| 2019 | GQ Taiwan             |                                              |
| 2019 | 出色 WSJ              | junto a Ingo Wilts - (publicación de agosto) |
| 2019 | Esquire Hong Kong     | (publicación de agosto)                      |

### Eventos
| Año  | Título                                           | Notas       |
| ---- | ------------------------------------------------ | ----------- |
| 2019 | Tiffany & Co.’s "Vision & Virtuosity" Exhibition | en Shanghái |

## Música

### Discografía

#### Canciones
- Rogue Justice by CoLoR & Mark Chao
- Ruffian and Hero by Jason Zou & Mark Chao
- Tonight Tonight by Ethan Ruan & Mark Chao

#### MV
- Crying Out by CoLoR
- Rogue Justice by CoLoR & Mark Chao
- Ruffian and Hero by Jason Zou & Mark Chao
- Tonight Tonight by Ethan Ruan & Mark Chao

## Apoyo a beneficencia
En el 2019 participó en el décimo aniversario de GQ China modelando la camisa diseñada por él mismo para caridad.

## Premios y nominaciones
| Año  | Categoría                    | Premio                                | Trabajo                            | Resultado |
| ---- | ---------------------------- | ------------------------------------- | ---------------------------------- | --------- |
| 2017 | Best Actor in a Leading Role | 23rd Shanghai Television Festival     | Eternal Love                       | Nominado  |
| 2015 | Best Actor                   | 7th China Image Film Festival         | Chronicles of the Ghostly Tribe    | Ganó      |
| 2015 | Most Anticipated Actor       | 15th Chinese Film Media Award         | Black & White: The Dawn of Justice | Nominado  |
| 2015 | Best Actor                   | 16th Huading Award                    | Black & White: The Dawn of Justice | Ganó      |
| 2014 | Best Supporting Actor        | 8th Asian Film Award                  | So Young                           | Nominado  |
| 2014 | Best Actor                   | 5th China Film Director's Guild Award | So Young                           | Nominado  |
| 2013 | Outstanding Chinese Actor    | 15th Huabiao Award                    | Caught in the Web                  | Ganó      |
| 2011 | Best New Actor               | 11th Chinese Film Media Award         | Monga                              | Nominado  |
| 2010 | Best Newcomer                | 5th Asian Film Award                  | Monga                              | Ganó      |
| 2010 | Best New Actor               | 12th Taipei Film Festival             | Monga                              | Nominado  |
| 2010 | Best Actor                   | 12th Taipei Film Festival             | Monga                              | Nominado  |
| 2010 | Best Actor                   | 16th Shanghai Television Festival     | Black & White                      | Nominado  |
| 2009 | Best Actor                   | 44th Golden Bell Award                | Black & White                      | Ganó      |